# Olivetti
Pour les articles homonymes, voir Olivetti (homonymie).
Olivetti S.p.A. est une société italienne fondée par Camillo Olivetti en 1908 à Ivrée. Sous l'égide de la famille Olivetti, la société devint un des leaders mondiaux dans la fabrication de machines à écrire mécaniques, puis électriques, avant de se lancer dans l'informatique. Elle développe aujourd'hui des imprimantes professionnelles, des caisses enregistreuses, des tableaux interactifs, des tablettes et des machines d'impression tridimensionnelle.

## Histoire

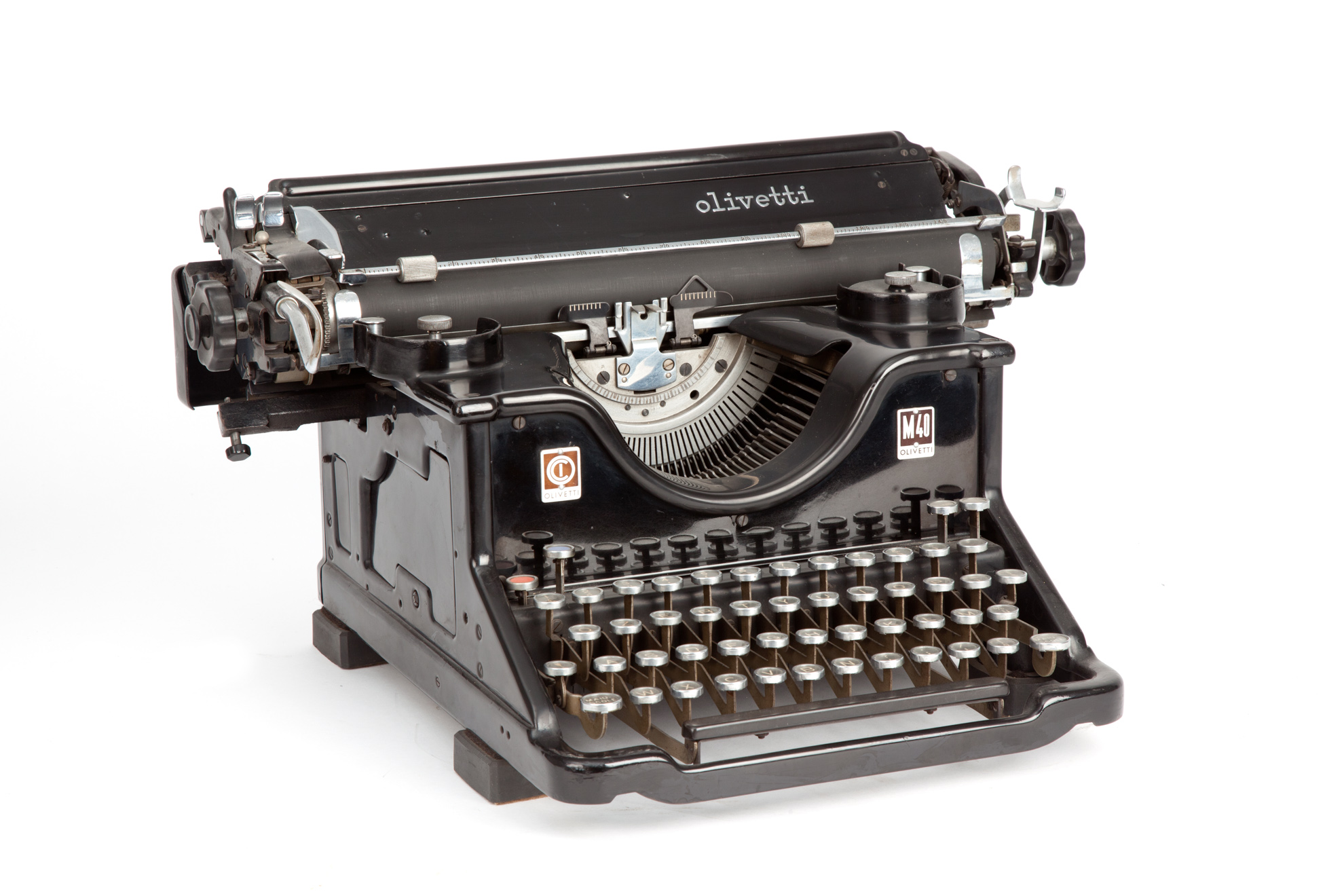
Machine à écrire Olivetti M40 (1930), par Camillo Olivetti avec Gino Levi Martinoli (Museo nazionale della scienza e della tecnologia Leonardo da Vinci, Milan).

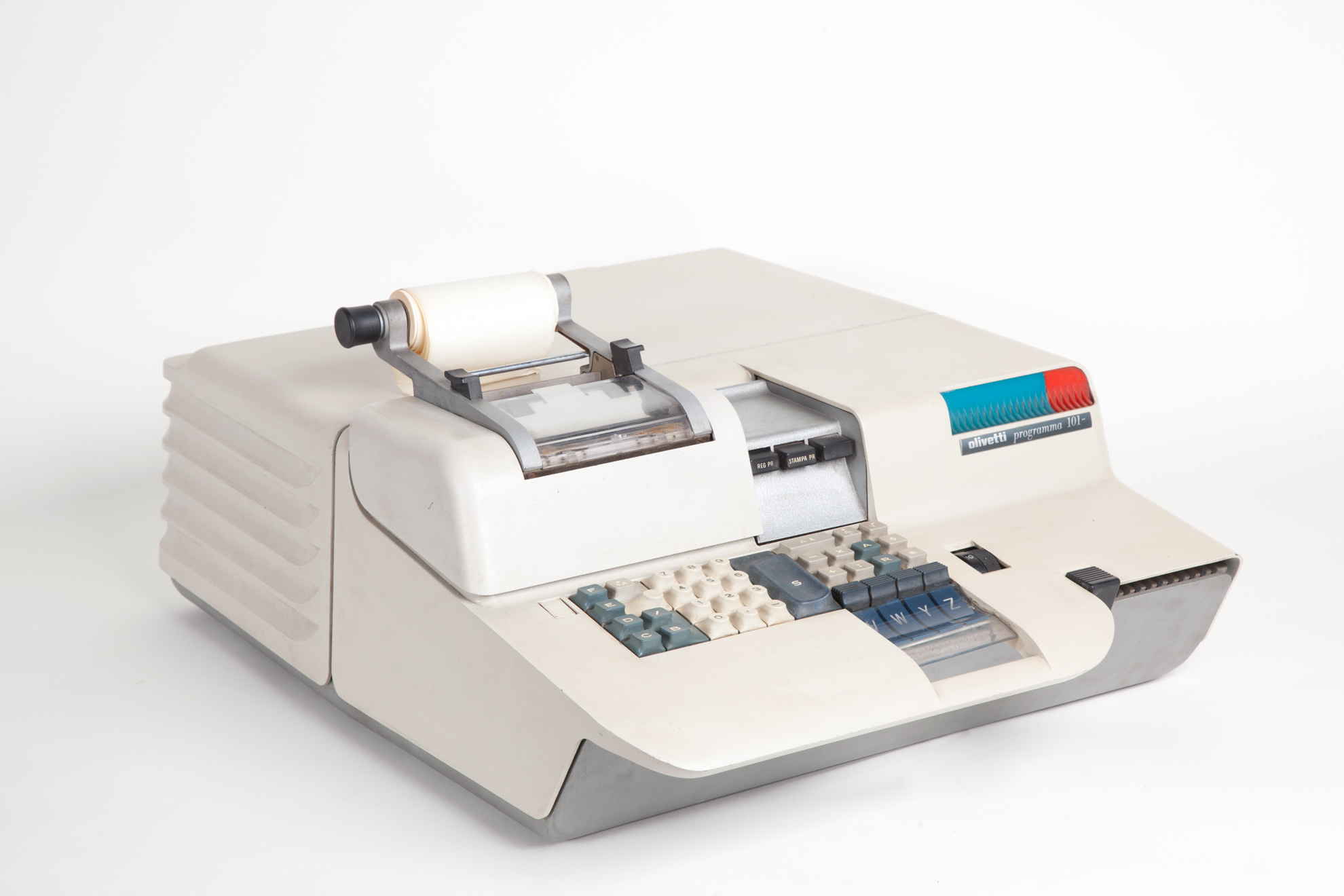
La Programma 101, en exposition au Musée des sciences et des techniques Léonard de Vinci, Milan.

En 1908, Camillo Olivetti ouvre la première usine de machines à écrire en Italie dans la commune de Ivrée dans la banlieue de Turin. Trois ans plus tard, Olivetti lance sa première machine : la M1. Le fils de Camillo, Adriano Olivetti, nommé directeur général en 1933 développe la société jusqu'à sa mort en 1960.
En 1933, les nazis ferment l’école du Bauhaus en Allemagne, Olivetti propose à l’un de ses meilleurs designers, Xanti Schawinsky de rejoindre l’entreprise.
À partir de 1949 la société se diversifie dans la fabrication de plusieurs appareils mécanographiques pour se développer ensuite dans l'informatique, après une première alliance  avec Bull, l'un des constructeurs proposant une informatique plus décentralisée. Après la mort accidentelle d'Adriano Olivetti et du responsable de la recherche-développement, Mario Tchou, la division Ordinateurs, non rentable, est vendue à l'Américain General Electric, qui prend simultanément le contrôle de la compagnie française Bull.
Pier Giorgio Perotto, un ingénieur qui faisait partie de l'entreprise Olivetti, est l'inventeur d'un des premiers ordinateurs de bureau, la « Programma 101 », commercialisée en 1965 et utilisée entre autres par la NASA à l'occasion de la mission Apollo 11.
En 1980, Olivetti a commencé à être distribué en Indonésie via le constructeur Dragon Computer & Communication.
En 1981, Olivetti installe les systèmes de vote électronique présent au Parlement européen de Strasbourg et de Luxembourg.
Elle est alors l'une des plus grandes multinationales de la péninsule, jusqu'à sa reconversion dans les télécommunications au début des années 1990. En effet, la crise informatique mondiale a entraîné de lourdes restructurations de son outil industriel (lequel avait employé jusqu'à 20 000 salariés dans la région d'Ivrea).
En 2003, l'opérateur national Telecom Italia a lancé une OPA sur Olivetti, devenant son unique actionnaire et le plus grand opérateur de télécommunication de la péninsule.

### Design
Olivetti est devenue célèbre pour l'attention qu'elle a portée à l'aspect esthétique de ses produits. La marque à fait appel au cours des années à de nombreux architectes et designers dans la conception de ses produits. Un des premiers exemples de cela est la machine à écrire portable Olivetti MP1 de 1932 (Modello Portatile en italien).
Des années 1940 aux années 1960, le design industriel d'Olivetti était dirigé par Marcello Nizzoli. Il fut le responsable lors de la création des machines à écrire Lexicon 80 et Lettera 22 portables, sortit respectivement en 1948 et en 1950. L'architecte et designer Ettore Sottsass a commencé à être consultant pour Olivetti à la fin des années 1950 et a conçu de nombreux produit dont la machine à écrire Tekne 3 en 1958, l'ordinateur Elea 9003 en 1959, et plus tard, la machine à écrire Praxis 48 de 1964 et la machine à écrire portable Valentine de 1969,.
En 1954, Mario Tchou rejoint Olivetti, il prend la tête d'une équipe mise en place dans le but de créer un ordinateur à destination du grand public. En 1957, l'équipe crée l'Elea 9001. Tchou dirige ensuite une équipe de 500 ingénieurs et décide d'améliorer l'ordinateur en ajoutant des transistors dans l'Elea 9003.
Mario Bellini a rejoint Sottsass chez Olivetti en 1963. Il a conçu les calculatrices Programma 101 (1965), Divisumma 18 (1973) et Logos 68 (1973),, et en 1966 le terminal video TCV-250. Mario Bellini et Ettore Sottsass, qui dirigeaient alors le design pour Olivetti, ont embauché des designers de renom tels que George Sowden et James Irvine. Sowden a travaillé pour Olivetti de 1970 à 1990 et a conçu le premier ordinateur de bureau d'Olivetti, l'Olivetti L1, en 1978. En 1991, la conception de Sowden pour le fax Olivetti OFX420 a remporté le prix ADI Compasso d'Oro. En 1999, Michele De Lucchi a conçu l'imprimante à jet d'encre Art Jet 10, également récompensée par le Compasso d'Oro,.
En 1952, le Musée d'Art Moderne de New York (MoMA) a organisé une exposition intitulée « Olivetti : Design in Industry ». Une autre exposition a été organisée par le Musée des Arts Décoratifs de Paris en 1969 et a ensuite fait le tour de cinq autres villes. De nombreux produits Olivetti et documents d'archives liés au design sont conservés dans des collections de musées, notamment la collection de design du MoMA, le Cooper Hewitt à New York et le Centre Pompidou à Paris. Entre 1954 et 2001, Olivetti a remporté 16 prix Compasso d'Oro pour ses design. En mai 2022, l'ADI Design Museum de Milan a rendu hommage à cette réalisation avec une exposition intitulée Podium 16.

## Galerie

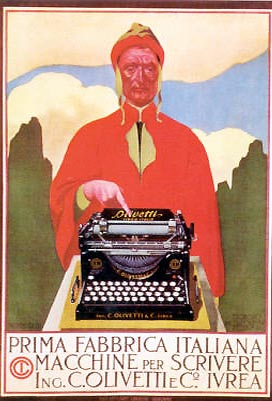
Affiche pour la machine à écrire M1
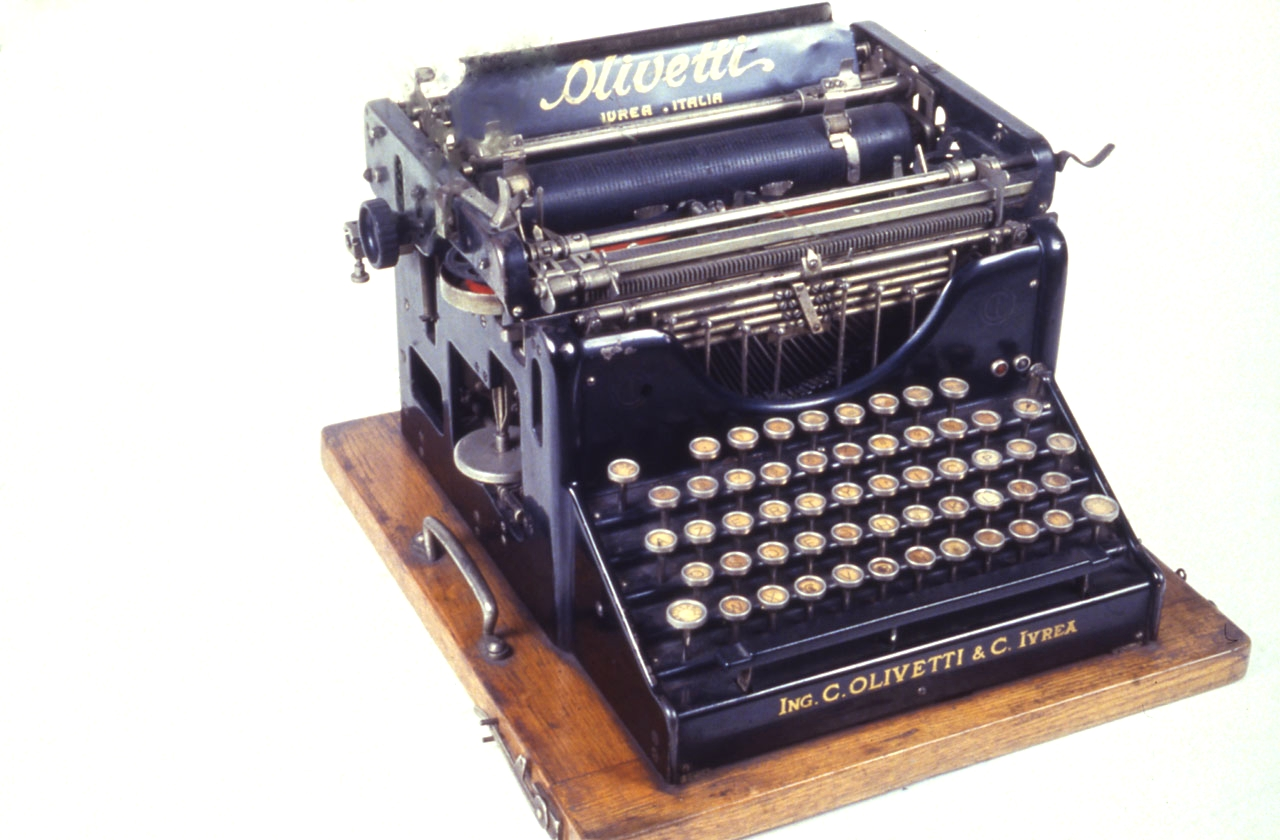
Machine à écrire M1 (1911) de Camillo Olivetti
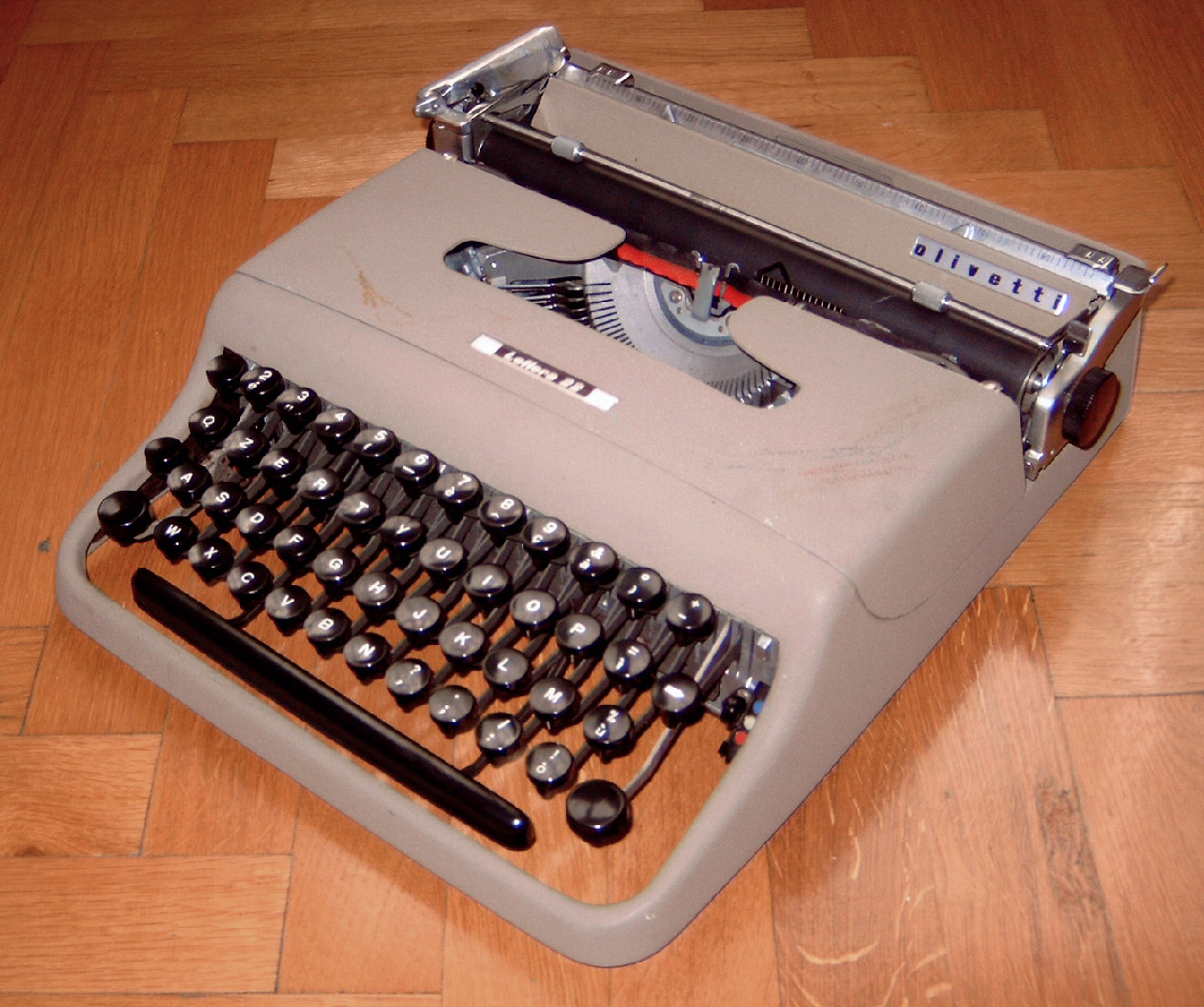
Machine à écrire Lettera 22 (1949) de Marcello Nizzoli (it)
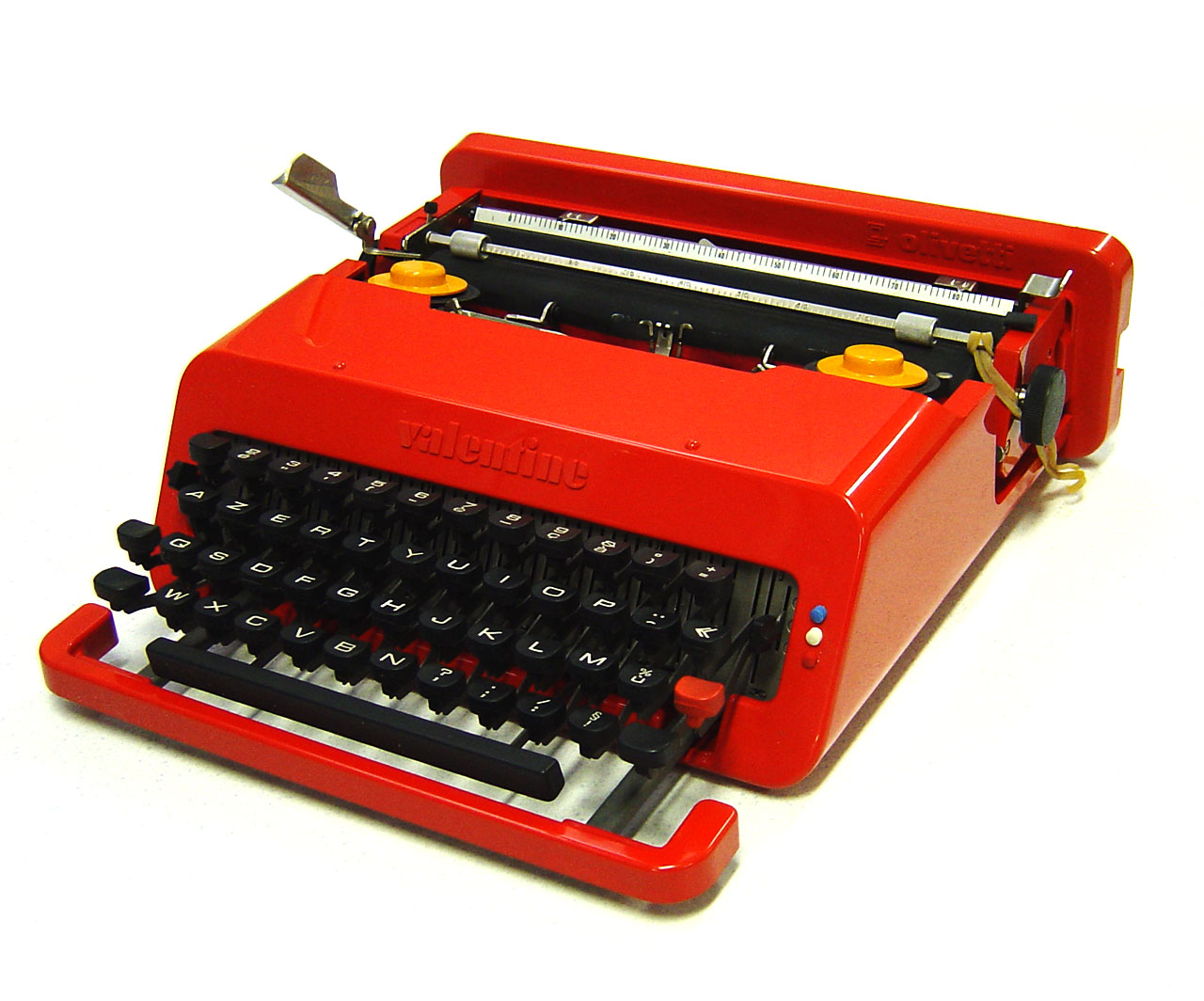
Machine à écrire Valentine (1969) de Ettore Sottsass
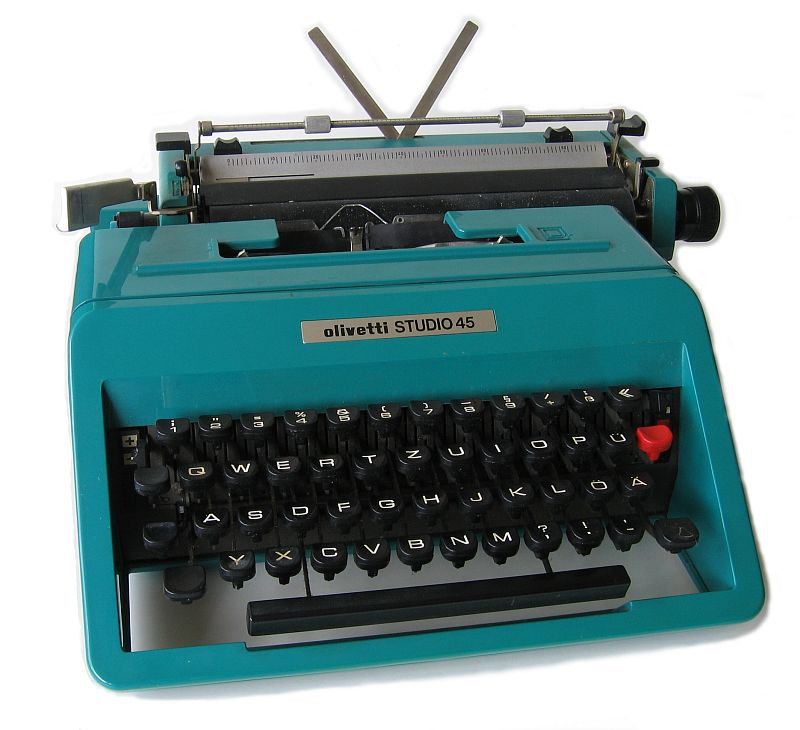
Olivetti Studio 45
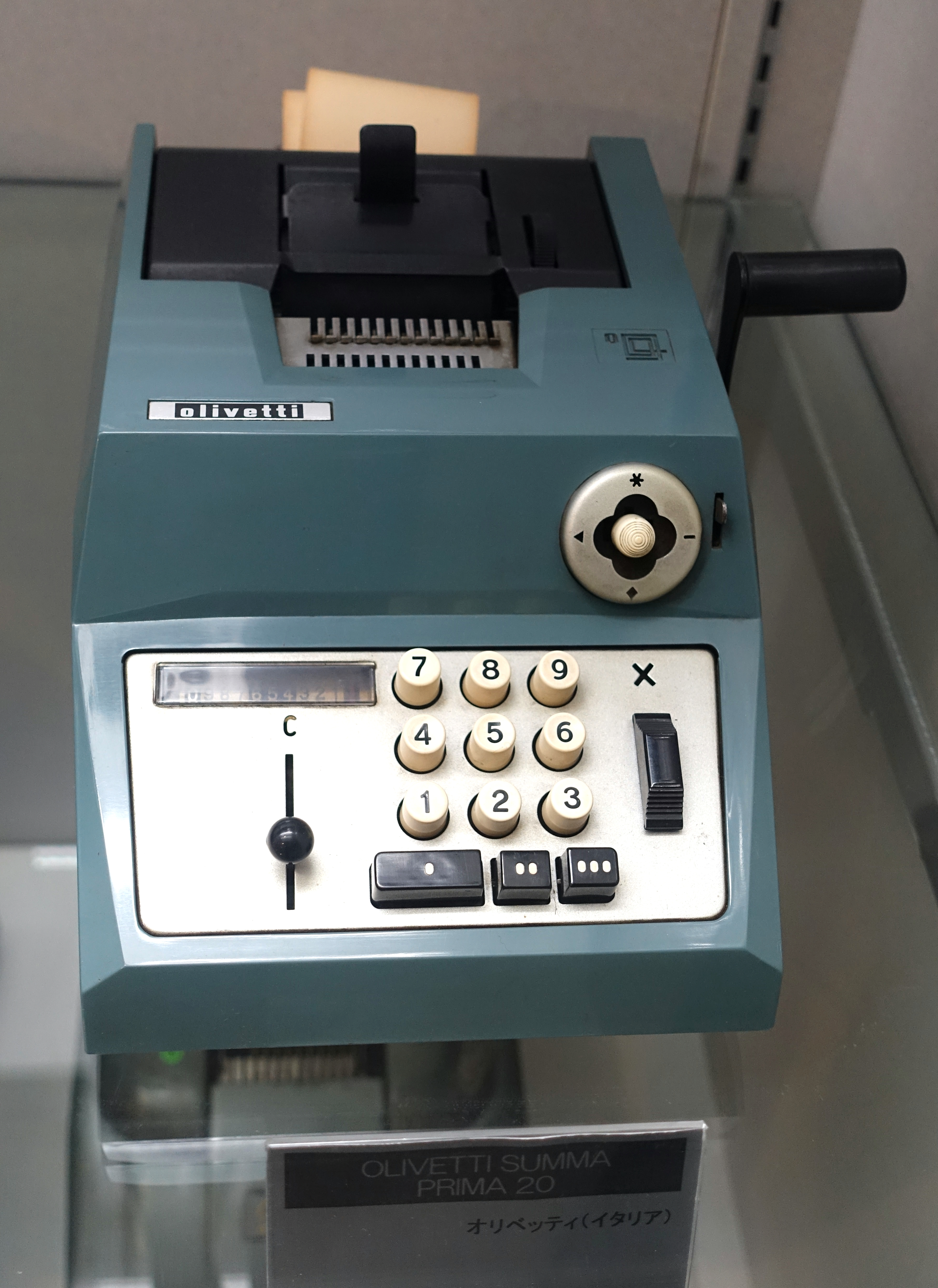
Machine à calculer Summa Prima 20
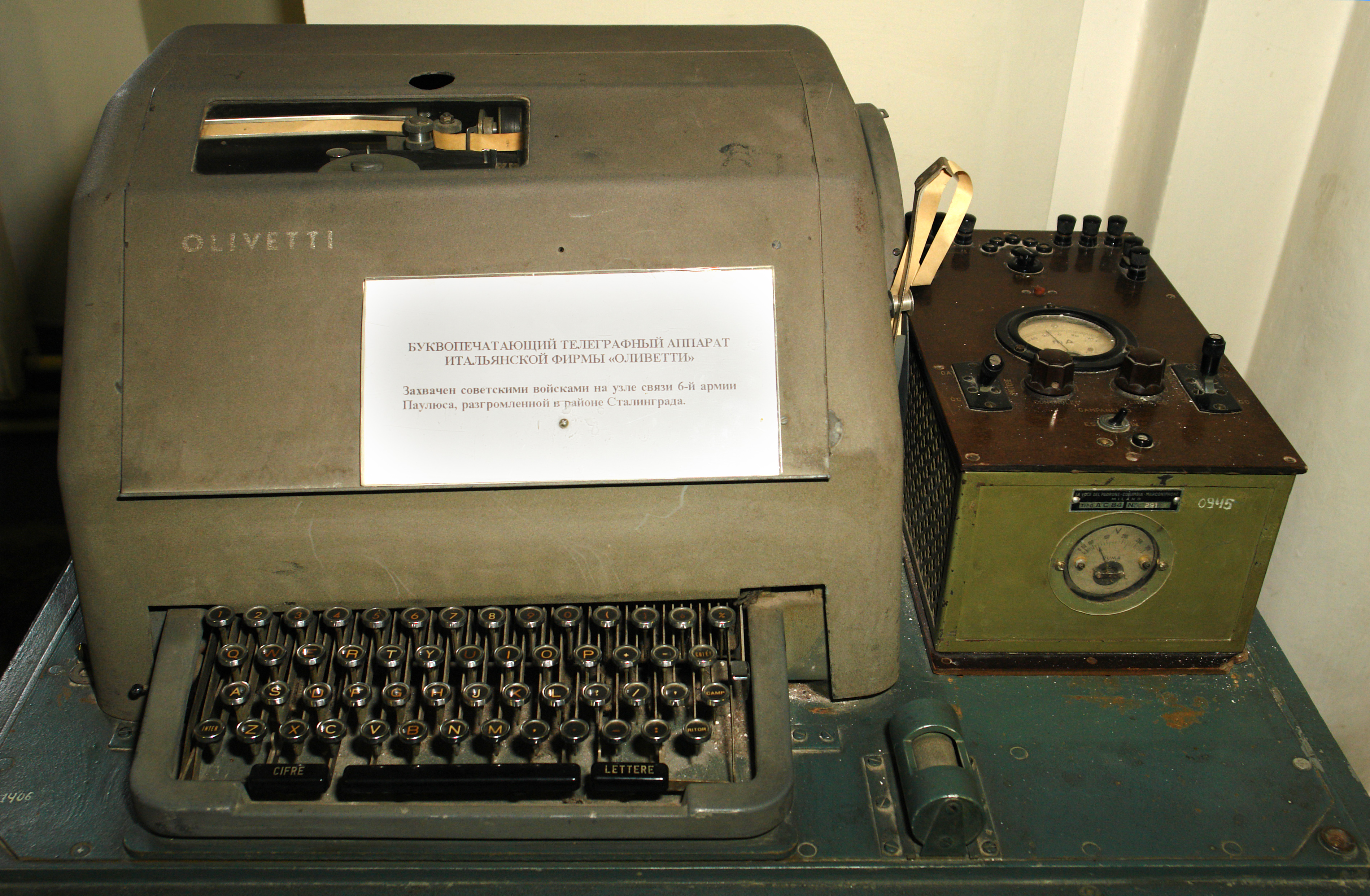
Téléscripteur Olivetti T1 Tipo AC.84 no.291
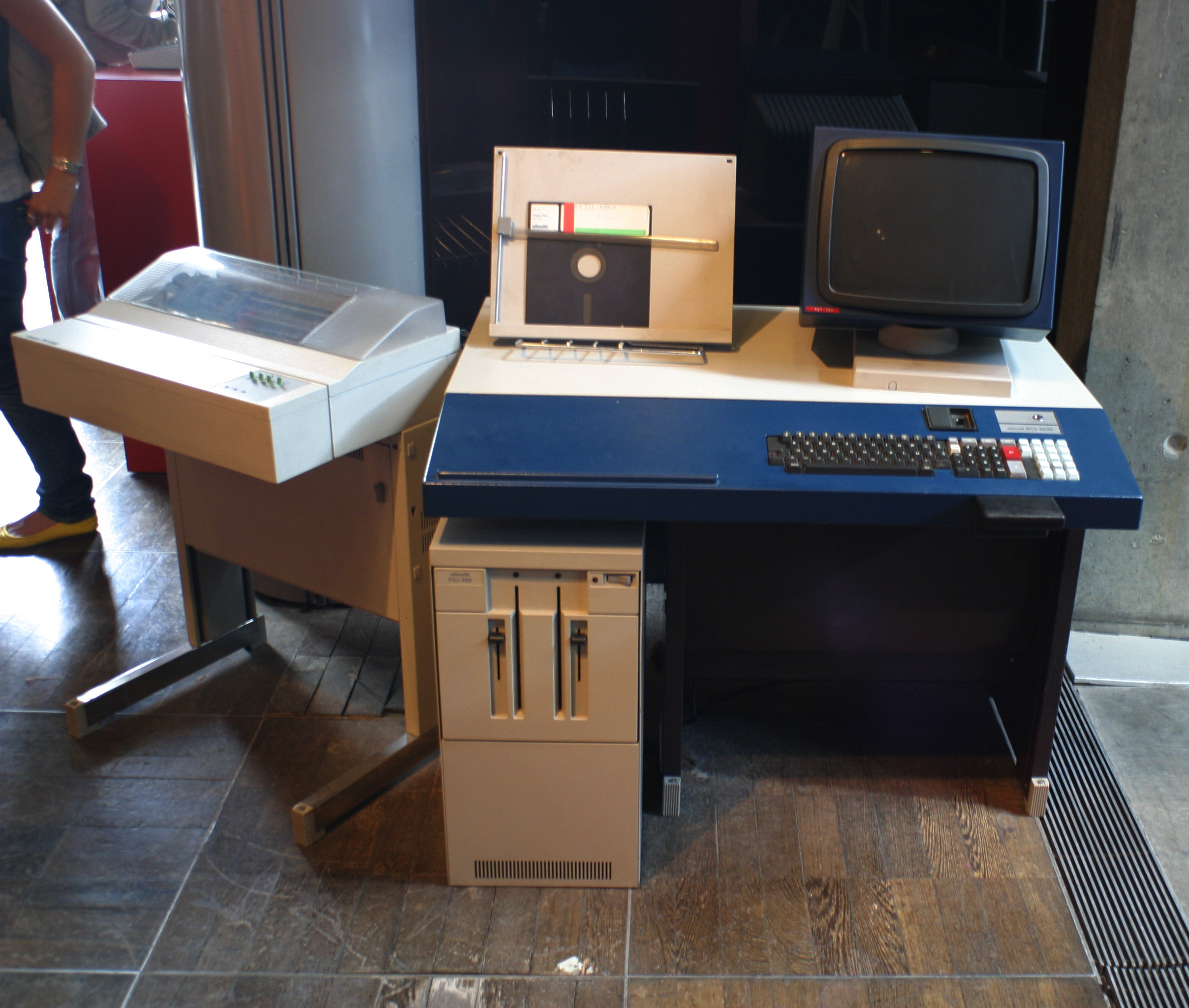
Olivetti BCS(Business Computer System) 2035 (1978)
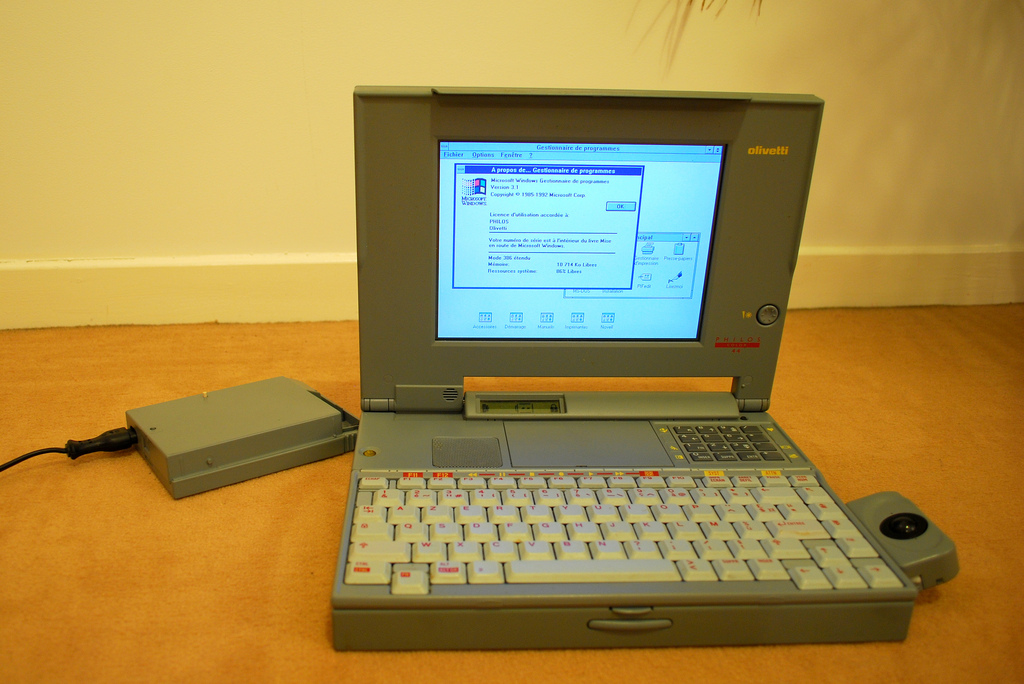
Ordinateur Philos Color 44, 1993